# Endgame (film, 2021)
Pour les articles homonymes, voir Endgame.
Pour plus de détails, voir Fiche technique et Distribution.
Endgame (人潮汹涌, Ren chao xiong yong) est une comédie d'action sino-hongkongaise co-écrite et réalisée par Rao Xiaozhi et sortie en 2021. C'est un remake du film japonais Key of Life (2012), déjà adapté en Corée du Sud avec le film Luck Key (2016),,.

## Synopsis
Zhou Quan (Andy Lau), un tueur à gage de classe internationale, échange involontairement d'identité avec un acteur raté appelé Chen Xiaomeng (Xiao Yang (en)) après un accident.

## Fiche technique
- Titre original : 人潮汹涌
- Titre international : Endgame
- Réalisation : Rao Xiaozhi
- Scénario : Rao Xiaozhi, Fan Xiang et Li Xiang
- Photographie : Cao Ying
- Montage : Yu Ruchang
- Musique : Deng Ouge
- Production : Ning Hao
- Société de production : Artown Fil, Emperor Motion Picture (en), Rao Xiaozhi Director Studio et Beijing Enlight Pictures (en)
- Pays d'origine :  Hong Kong et  Chine
- Langue originale : mandarin
- Format : couleur
- Genre : Comédie noire et action
- Dates de sortie :
  - Chine : 12 février 2021
  - Hong Kong : 18 mars 2021

## Distribution
- Andy Lau : Zhou Quan
- Xiao Yang (en) : Chen Xiaomeng
- Wan Qian

## Production
Le tournage débute le 24 octobre 2019 à Shanghai. Le 21 novembre 2019, il est rapporté qu'Andy Lau se serait disputé avec l'acteur Xiao Yang (en), se plaignant que celui-ci fasse trop d'allers-et-retours au maquillage. L'incident est devenu viral sur internet après la publication de photographies de la dispute postées par Xiao sur son Sina Weibo et celui-ci a nié avoir agi comme une diva sur le plateau tout en exprimant sa joie d'avoir l'opportunité de travailler avec Lau. La société de production Emperor Motion Picture (en) a également publié une déclaration niant cet incident et affirmant qu'il s'agit d'une scène du film,. La production se termine officiellement le 7 janvier 2020.

## Accueil

### Box-office
En Chine, le film récolte 13,1 millions US$ durant ses trois premiers jours d'exploitation, se hissant au 8e rang lors de son premier week-end. Lors de son deuxième week-end, le film récolte 32,7 millions US$, se hissant au 5e rang, et totalisant 45,8 millions US$ de recettes. Au cours de son troisième week-end, le film récolte 30,5 millions US$, se hissant au 3e rang, et totalise 76,4 millions US$ de recettes. Lors de son quatrième week-end, le film récolte 20,6 millions US$, au 2e rang, et totalise jusqu'à présent 97,1 millions US$ de recettes.

### Critiques
Kim Lian-yue de Yahoo! donne au film une note de 3 étoiles sur 5 et fait l'éloge de la prestation nuancée d'Andy Lau, alternant d'un personnage classe à impuissant mais critique une intrigue romantique qui ralentit le film. Screen Daily fait l'éloge du jeu de Lau « dans un rôle qui nécessite d'alterner entre une précision suave et un charme humble » ainsi que les aspects techniques mais note une certaine inégalité vers le milieu du film.